# Perithemis tenera
Espèce
La Pétithème délicate (Perithemis tenera) fait partie de la famille des Libellulidae dans l'ordre des Odonates. C'est une libellule de petite taille qui est présente sur l'ensemble de la côte est jusqu'au centre des États-Unis. Au Canada, elle est mentionnée dans les provinces de l'Ontario et du Québec. Elle est également présente au Mexique.

## Description
L'adulte mesure entre 20 et 25 mm. Chez le mâle mature, les ailes antérieures et postérieures sont de couleur ambrée avec une venation orange. Le ptérostigma est orange foncé. Le thorax est brun avec des bandes thoraciques de couleur jaune. L'abdomen est orange avec des motifs noirs et bruns. Chez la femelle mature, les ailes antérieures et postérieures sont tachetées et le motif peut être très variable d'un spécimen à l'autre. La venation et le pterostigma sont plus foncés que chez le mâle tandis que la coloration du thorax et de l'abdomen est semblable à celui-ci .

## Habitat
On retrouve Perithemis tenera dans les étangs, les marais, les rivières à faible débit et en bordure des lacs. Elle semble préférer les fonds organiques et les milieux aquatiques riches. Il est aussi fréquent de l'observer dans les milieux ouverts herbeux à proximité des plans d'eau.

## Comportement
La parade nuptiale est un comportement observé chez cette petite libellule. Les mâles établissent de petits territoires dans les lieux propices à la ponte. Lorsqu'une femelle est détectée, le mâle vole en sa direction et commence une série de mouvements aériens. Ensuite, il rebrousse chemin et retourne dans son territoire. La femelle décide alors de le suivre ou de l'ignorer, si le site de ponte n'est pas satisfaisant.

## Galerie

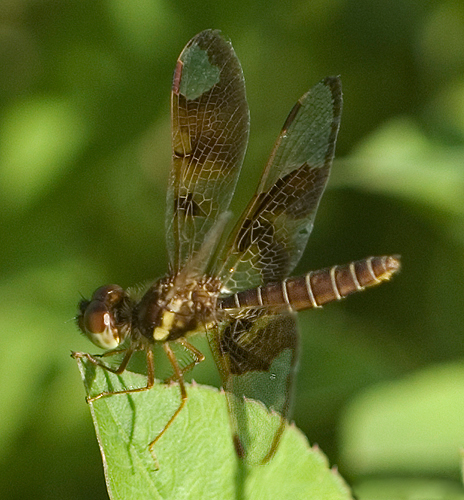
Femelle.
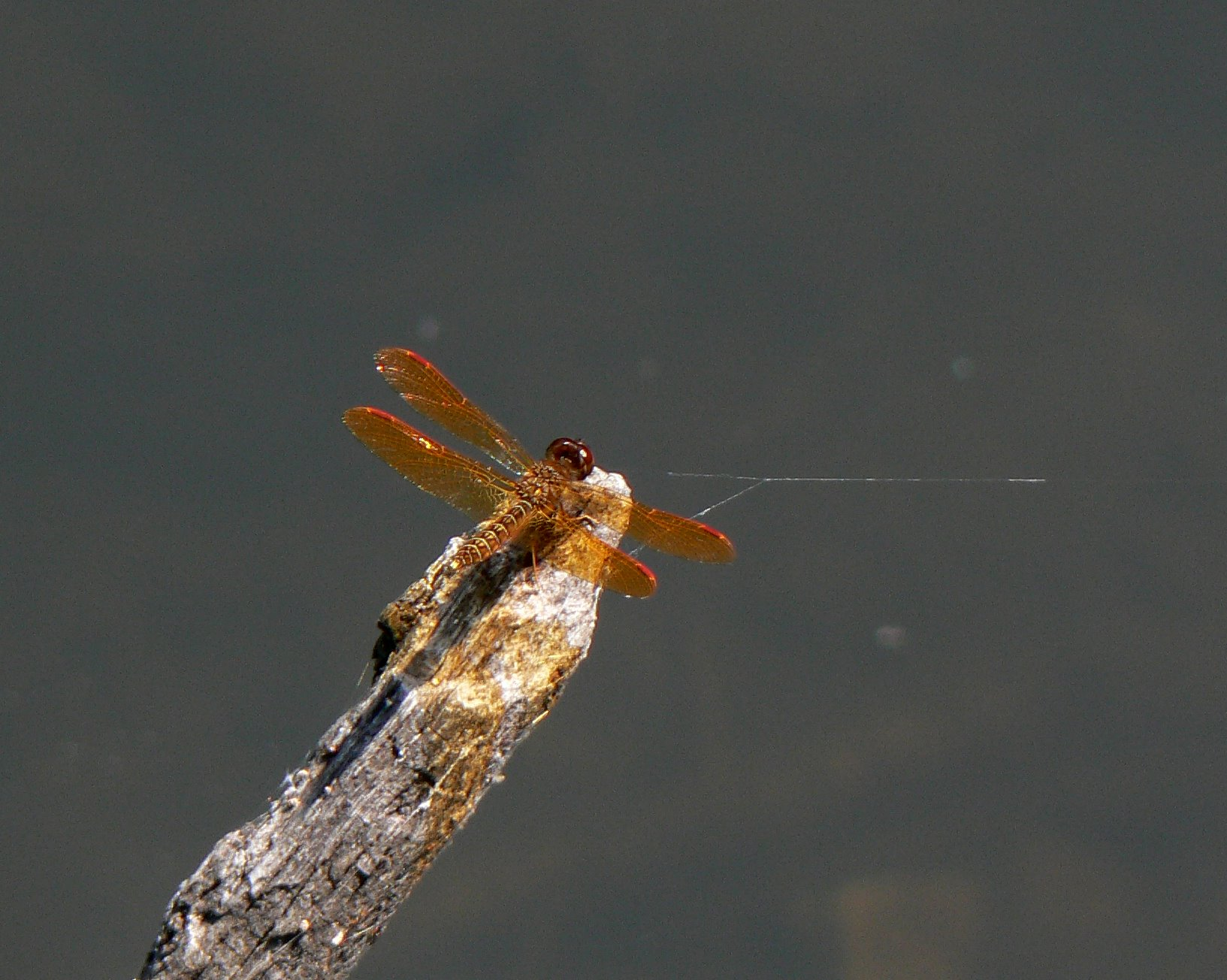
Mâle.
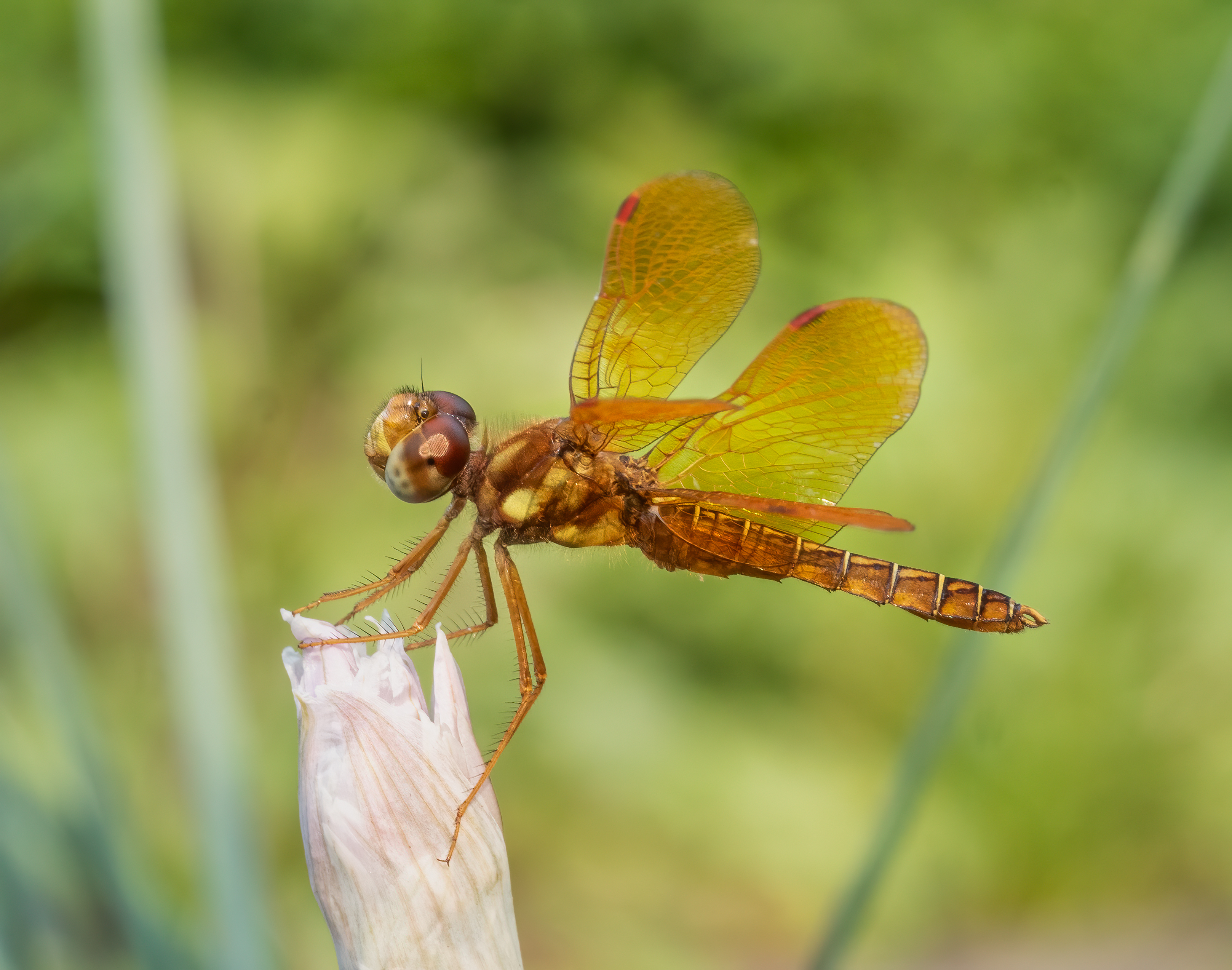
Une Perithemis tenera mâle dans le jardin botanique de Brooklyn à New York.